# Маллен, Родни
Джон Родни Ма́ллен (англ. John Rodney Mullen, род. 17 августа 1966, Гейнсвилл, Флорида) — американский профессиональный скейтбордист, занимающийся фристайлом и уличным скейтбордингом.
Он считается одним из самых влиятельных скейтеров в истории этого вида спорта, ему приписывают изобретение многочисленных трюков, среди которых kickflip (первоначально, в 1983 году названный «magic flip»), impossible и ollie (во «флэтграунде», а первоначально трюк был придуман Аланом Гефландом и выполнялся в мини-рампе, от чего носил название «Ollie Air», в честь его прозвища, то есть как «Эйр от Олли»), а также многие их вариации. В результате его называют «крестным отцом фристайл-скейтбординга».
Родни Маллен выиграл свой первый чемпионат мира по фристайлу на скейтборде в возрасте 14 лет, в течение последующего десятилетия он выиграл 34 из 35 соревнований по фристайлу. В последующие годы он перешел от фристайла к уличному скейтбордингу, адаптируя накопленные навыки фристайла к уличному стилю и изобретая или расширяя трюки.

## Детство
Я влюбился в скейтбординг за то, что он индивидуален. В нём нет команд, в нём нет капитанов ... он совершенно отличается от других видов спорта, которые я видел — он творческий. Я могу ходить с моим скейтом в скейт-парк. Я люблю скейтбординг.Оригинальный текст (англ.)I fell in love with skateboarding because it was individual. There were no teams, there were no captains ... it was completely opposite of what I saw in so many sports: It was creative. I could walk around with my skateboard at the skate park. I love skateboarding.— Родни Маллен, 2003 год
Родни Маллен родился 17 августа 1966 года в городе Гейнсвилл, штат Флорида. Он начал заниматься скейтбордингом 1 января 1977 года и пообещал отцу, что прекратит, как только получит серьёзную травму. Родни начал кататься в полном комплекте защитной экипировки. В то же время он начинает общаться с друзьями своей сестры, которые также занимались скейтбордингом.

## Карьера в скейтбординге
В 1978 году, хотя он владел скейтбордом всего чуть больше года, Маллен занял пятое место в категории «Фристайл для юношей» на открытом чемпионате США в скейтпарке Kona в Джэксонвилле, Флорида. Производитель скейтбордов Брюс Уокер увидел его выступление и спонсировал Маллена через компанию Walker Skateboards с 1978 по 1980 год. Наибольшее влияние на Маллена в скейтбординге в то время оказал скейтбордист Джим Макколл, которого в ранние годы тренировал Уокер (Уокер также тренировал молодого Келли Слейтера). На Маллена также оказали влияние профессиональные скейтбордисты из Флориды, в том числе Эд Уомбл, Джордж Макклеллан, Клайд Роджерс, Тим Скроггс и Келли Линн.
В начале 90-х, в связи с уменьшением популярности фристайла, Маллен переходит от него к стрит-стилю.
В 1991 году Маллен присоединяется к команде про-скейтеров Plan B. Майк Тернаски (англ. Mike Ternasky), основатель компании Plan B, повлиял на стиль катания Маллена. В результате на видео «Questionable» (1992 год) Маллен катается в стиле стрит. В этом видео он показывает ранее неизвестные трюки, такие как Triple Kickflip, Kickflip Underflip и Casper Slide.
В 1993 году выходит видео «Virtual Reality». В нём Маллен показывает новый трюк — Darkslide.

Я не мог ждать, пока проснусь... Часто я не мог заснуть потому, что хотел попробовать что-то новое. Сколько людей так себя чувствовали?Оригинальный текст (англ.)I can't wait to wake up in the morning... A lot of times I can't sleep because I can't wait to try something new. How many people ever really experience that feeling?— Родни Маллен, 2003 год
В 1994 году, после смерти Майка Тернаски, Маллен уходит из Plan B. В 1997 году он основывает компанию A-Team. В том же году Родни Маллен предлагает своему другу, профессиональному скейтеру Дайвону Сонгу (англ. Daewon Song), сняться в видео «Rodney Mullen vs. Daewon Song».
Позднее, на рубеже 90-х годов, Маллен «явился» в Россию в культовом фильме «Достигая невозможного» (Gleaming the Cube) с Кристианом Слейтером в главной роли. В этом художественном фильме снимались известные профессионалы Тони Хоук (Tony Hawk), Стэйси Перальта (Stacy Peralta), Майк Вэлейли (Mike Vallely) и другие. Родни дублировал главного героя в особо сложных трюках. Его двухминутное «соло» на скейтборде в самом конце фильма впечатляет и скейтеров всех поколений, и даже людей, далеких от спорта.
В 2003 году Маллен выпускает автобиографию «The Mutt: How to skateboard and not kill yourself».

## Изобретение трюков
- Godzilla rail flip (1979)
- 540-degree shove-it (1979)
- 50/50 Saran wrap (1979)
- 50/50 Casper (1980)
- Helipop (1980)
- Flatground ollie (1981)
- Gazelle flip (1981)
- No-handed 50/50 (1981)
- Ollie (1982)
- Kick flip (1982)
- Heel flip (1982)
- Impossible (1982)
- Sidewinder (1983)
- 360 flip (1983)
- 360 pressure flip (1983)
- Casper 360 flip (1983)
- Half-cab kick flip (1983)
- 50/50 sidewinder (1983)
- One-footed ollie (1984)
- Backside 180 flip (1984)
- Ollie nosebone (1986)
- Ollie finger flip (1986)
- Airwalk (1986)
- Frontside heel flip shove-it (1988)
- Switchstance 360 flip (1990)
- Helipop heel flip (1990)
- Kick flip under flip (1992)
- Casper slide (1992)
- Half flip darkslide (1992)[6]

## Видеография
- Powell Peralta: Skateboarding in the '80’s (1982)
- Powell Peralta: The Bones Brigade Video Show (1984)
- Powell Peralta: Future Primitive (1985)
- Powell Peralta: Public Domain (1988)
- Gleaming the Cube (1989)
- World Industries: Rubbish Heap (1989)
- Plan B: Questionable (1992)
- Plan B: Virtual Reality (1993)
- Plan B: Second Hand Smoke (1995)
- Rodney Mullen vs. Daewon Song (1997)
- Rodney Mullen Vs. Daewon Song Round 2 (1999)
- Globe: Opinion
- Almost: Round Three (2004)
- Transworld: Show Me the Way (Darkslide)
- Tony Hawk’s Secret Skatepark Tour (2005)
- Globe: United by Fate (2008)
- Tony Hawk’s Pro Skater HD (2010)
- Bones Brigade: An Autobiography (2012)

## Фильмография
- Gleaming the Cube (1989) — дублёр для Кристиана Слейтера
- The Secret Life of Walter Mitty (2013) — дублёр для Бена Стиллера